# Chipley
Chipley è una città degli Stati Uniti d'America, situata in Florida, nella Contea di Washington, della quale è il capoluogo.